# Antropoceno

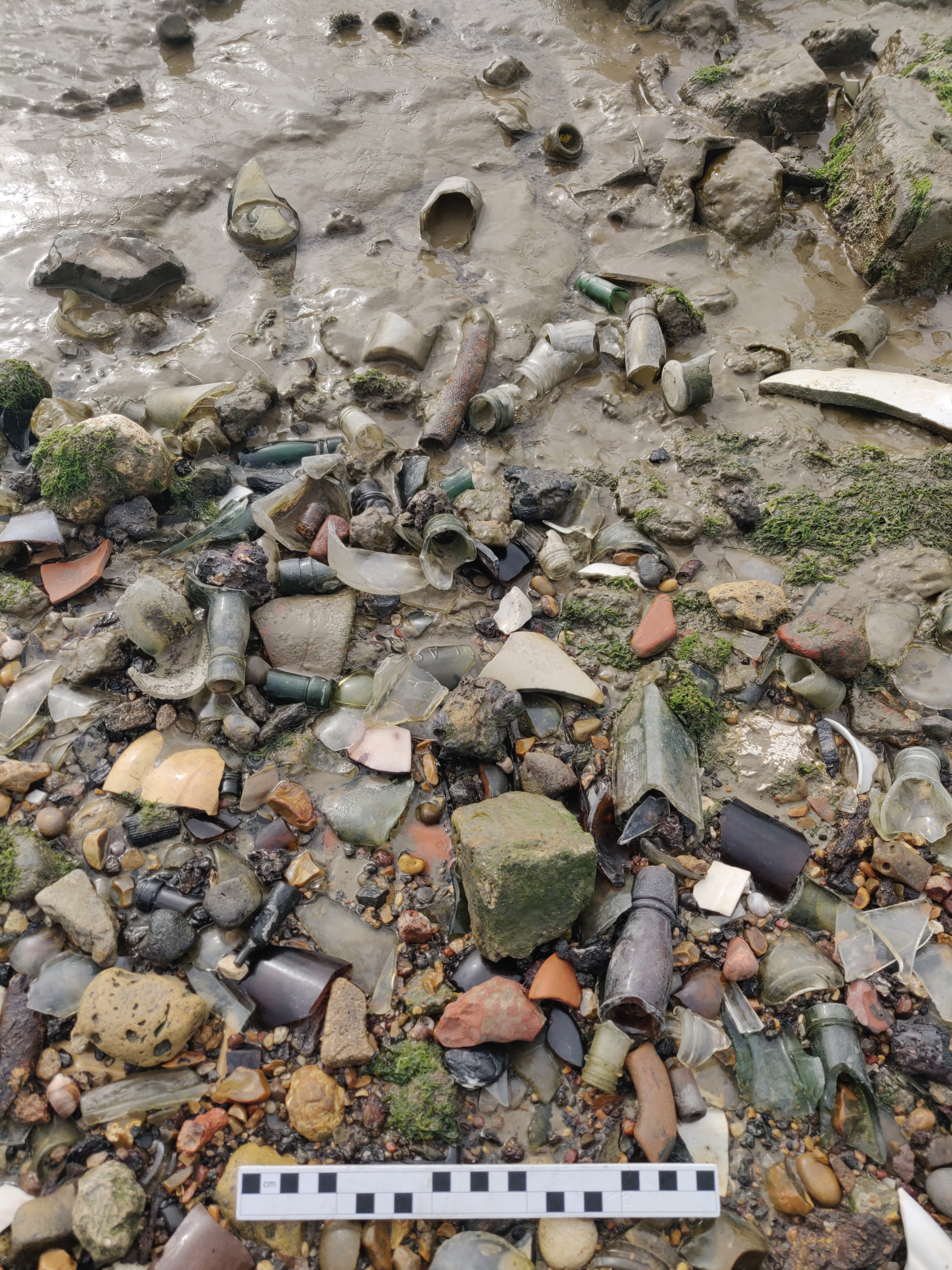
«Tecnofósiles» del en el estuario del río Támesis. El depósito está siendo erosionado por el oleaje. Aquí se encuentran objetos de vidrio, cerámica, ladrillo, teja, hormigón, etc. Los materiales más ligeros como el plástico han sido arrastrados por las mareas, dejando atrás los objetos más pesados.

El Antropoceno (del griego ἄνθρωπος anthropos, 'ser humano', y καινός kainos, 'nuevo') fue una propuesta de época geológica por una parte de la comunidad científica para suceder o reemplazar al Holoceno, la época actual del período Cuaternario en la historia terrestre, debido al significativo impacto global que las actividades humanas han tenido sobre los ecosistemas terrestres (especialmente ilustradas por la denominada 'extinción masiva del Holoceno'). Sin embargo, la Unión Internacional de Ciencias Geológicas y la Comisión Internacional de Estratigrafía, organizaciones encargadas de formalizar la Tabla Cronoestratigráfica Internacional, tras valorar los resultados alcanzados en 15 años de estudios por un grupo multidisciplinar de especialistas en el Cuaternario, rechazaron formalmente en 2024 el Antropoceno como nueva época geológica.
No hay un acuerdo respecto a la fecha de su comienzo. Algunos científicos consideran que se inició con la Revolución Industrial (a finales del siglo XVIII), mientras que otros lo asocian al comienzo de la agricultura, solapando enteramente al Holoceno. El Holoceno, término usado desde 1867, época a la que pretende reemplazar o suceder, sí tiene su inicio definido formalmente por la Unión Internacional de Ciencias Geológicas desde 2008, y está fijado con una sección y punto de estratotipo de límite global datada en 11.700 ± 99 años antes del año 2000.
El Antropoceno fue usado en el año 2000 por el ganador del premio Nobel de química Paul Crutzen, quien consideró que la influencia del comportamiento humano sobre la Tierra en las recientes centurias ha sido significativa, hasta el punto de justificar el paso a una nueva era geológica. La propuesta del uso de este término como concepto geológico oficial ganó fuerza desde el 2008 con la publicación de nuevos artículos que apoyaron esta tesis. Sin embargo, para convertirse en oficial se requería la aprobación de la Comisión Internacional de Estratigrafía.
Los contrarios a reconocer el Antropoceno como una nueva unidad cronoestratigráfica de la escala estándar global, argumentaron que el registro estratigráfico correspondiente a este corto intervalo temporal es extremadamente reducido y que el Antropoceno es más una declaración política que una propuesta científica.
Para solventar todas las exigencias que plantea la definición formal de una unidad cronoestratigráfica y las numerosas sugerencias del momento de inicio planteadas, se ha propuesto el evento Antropoceno, es decir, definir el Antropoceno como evento geológico en lugar de como serie y época geológica.

## Historia

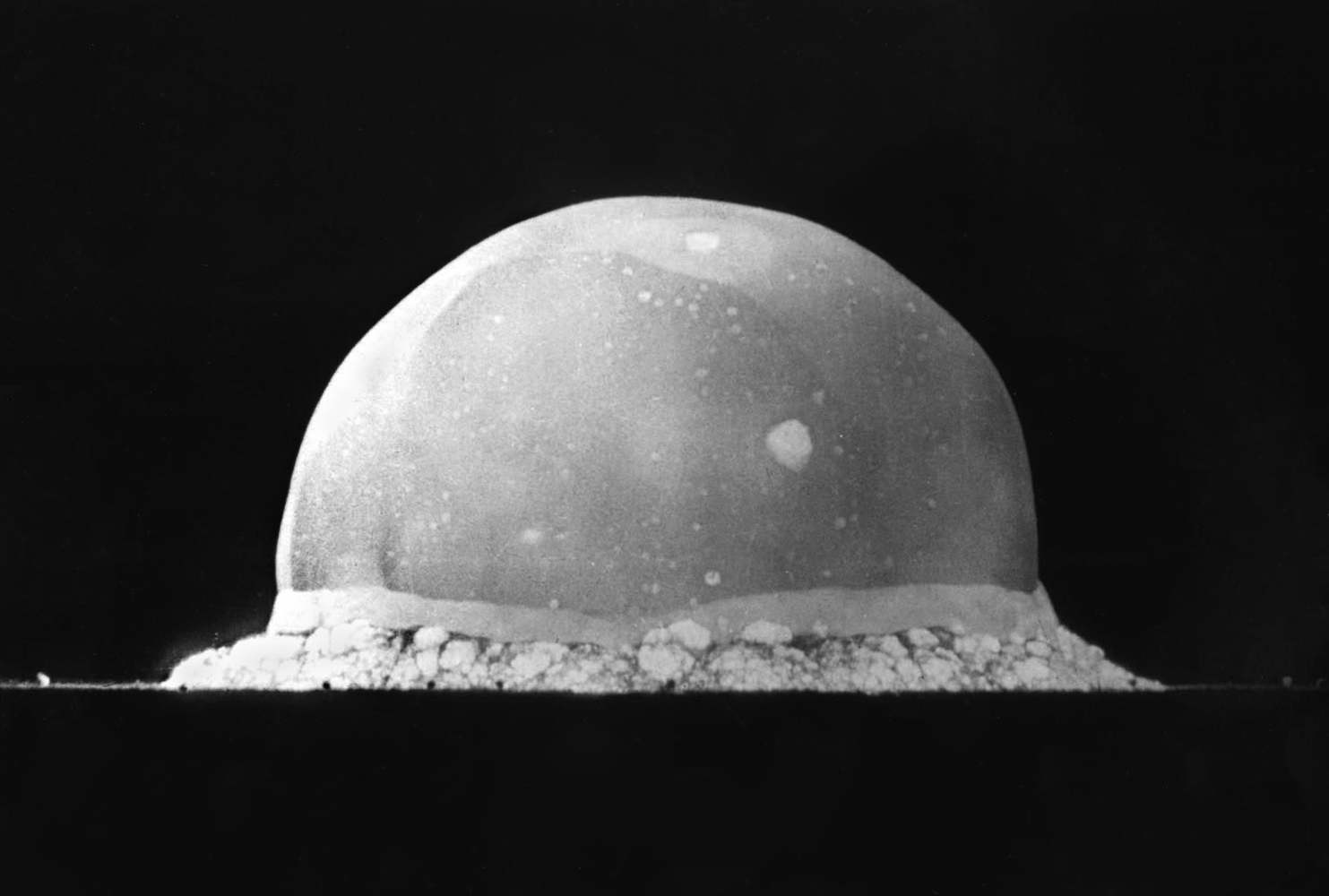
La prueba Trinity en julio de 1945 es uno de los marcadores propuestos para el comienzo del Antropoceno.

La idea de que la influencia del Homo sapiens sobre la biosfera sería cada vez más predominante no es nueva. En 1778, Buffon escribió en Les Époques de la Nature acerca de esta influencia.
En el siglo XIX, Antonio Stoppani creó el término Antropozoico para definir el periodo geológico contemporáneo del ser humano.
Por su parte, Andrew Revkin acuñó el término Antroceno en su libro El calentamiento global: Comprensión de la Previsión (1992), en el que escribió:  estamos entrando en una era que en algún día podría ser contemplada como, por ejemplo, el Antroceno. Después de todo, se trata de una era geológica de nuestra propia creación.  Sin embargo, la palabra Antropoceno se considera generalmente como el término técnico más adecuado.
Por otro lado, Michael Samways acuñó otro término en 1999 en un artículo llamado "Traslocación de fauna a tierras extranjeras:  aquí viene el Homogenoceno" en la revista Journal of Insect Conservation. Samways utilizó el término Homogenoceno para definir nuestra época geológica actual, en el cual la biodiversidad está disminuyendo y los ecosistemas en todo el mundo se están transformando en otros. El término también fue utilizado por John L. Curnutt en 2000 en una lista corta titulada "Guía para el Homogenoceno" en  la revista Ecology. Curnutt se basó en el artículo  “Especies exóticas en América del Norte y Hawái: impactos en los ecosistemas naturales” de George Cox. 
El término Antropoceno fue acuñado en el año 2000 por el ganador del Premio Nobel Paul Crutzen por analogía con la palabra Holoceno. Crutzen explica el incidente que lo llevó a acuñarlo: Yo estaba en una conferencia en la que alguien comentaba algo sobre el Holoceno. En ese momento pensé que tal término era incorrecto, porque el mundo ha cambiado demasiado. Así que le dije:  ¡No, estamos en el Antropoceno!, creando en el ardor de ese momento la palabra.  Todo el mundo estaba sorprendido. Pero parece haber persistido. Crutzen utilizó por primera vez el término en la prensa escrita en un boletín de 2000 del Organismo Internacional de la Geosfera y la Biosfera (IGBP), n.º 41. Posteriormente, en 2008, Zalasiewicz sugirió en un boletín de la Sociedad Americana de Geología que el término Antropoceno sería el apropiado para estos momentos.

## Naturaleza de los efectos humanos
Se argumenta como consecuencia más directa de las actividades humanas sobre el medio ambiente al calentamiento global de origen antropogénico debido a las emisiones de dióxido de carbono producto de la quema de combustibles fósiles como el petróleo, carbón y gas, así como resultado de la deforestación y producción de cemento en menor medida.
Las rocas denominadas plastiglomerados, formadas por una amalgama de plásticos, arena, rocas y desechos humanos, afirman los científicos que constituirán en el futuro una de las huellas más sólidas del paso del ser humano por el planeta.
Durante los ciclos glaciales-interglaciales del último millón de años, la concentración atmosférica de CO2 ha variado entre 180 partes por millón (ppm) y 280 ppm  aproximadamente. A partir de 2006, las emisiones antropogénicas netas de CO2 han aumentado la concentración atmosférica de CO2 en una cantidad comparable desde 280 ppm a más de 383 ppm.
Jan Zalasiewicz, geólogo de la Universidad de Leicester, al frente del Grupo de Trabajo del Antropoceno, aspira a rebautizar la época en la que vivimos con ese nombre “incómodo”: “Hemos dejado de ser meros habitantes de la Tierra para convertirnos en actores geológicos. La actividad humana tiene ya un impacto que está quedando grabado en los estratos, y eso es lo que pretendemos demostrar. No se nos escapa las implicaciones políticas del tema, pero lo que a nosotros nos ocupa es la ciencia”.

### Antropoceno antiguo
William Ruddiman ha propuesto la hipótesis del Antropoceno antiguo (nombre dado por algunos al periodo más reciente de la historia de la Tierra), según la cual los humanos empezaron a tener un impacto global significativo en el clima y los ecosistemas de la Tierra no en el siglo XVIII con la Revolución Industrial, sino ya hace ocho mil años, debido a las intensas actividades agrícolas de los humanos antiguos; en el continente Americano, por ejemplo, existe rastro humano desde hace 4000 años, o incluso 7000 años antes del presente. Ruddiman afirma que los gases de efecto invernadero generados por la agricultura impidieron el comienzo de una nueva glaciación.
Mientras tanto, según estudios realizados por William Ripple y Chris Doughty el antropoceno se podría remontar a un tiempo aproximado de 15 000 años debido a una cascada trófica producto de la eliminación de la fauna por parte de los cazadores-recolectores.

## Iniciativas de formalización
| Subdivisiones formales del sistema y periodo Cuaternario                                         | Subdivisiones formales del sistema y periodo Cuaternario | Subdivisiones formales del sistema y periodo Cuaternario | Subdivisiones formales del sistema y periodo Cuaternario | Subdivisiones formales del sistema y periodo Cuaternario |
| Periodo/ sistema                                                                                 | Época/ serie                                             | Edad/ piso                                               | Datación absoluta (Ma)                                   | Datación absoluta (Ma)                                   |
| ------------------------------------------------------------------------------------------------ | -------------------------------------------------------- | -------------------------------------------------------- | -------------------------------------------------------- | -------------------------------------------------------- |
| Cuaternario                                                                                      | Holoceno                                                 | Megalayense                                              | 0                                                        | 0,0042                                                   |
| Cuaternario                                                                                      | Holoceno                                                 | Norgripiense                                             | 0,0042                                                   | 0,0082                                                   |
| Cuaternario                                                                                      | Holoceno                                                 | Groenlandiense                                           | 0,0082                                                   | 0,0117                                                   |
| Cuaternario                                                                                      | Pleistoceno                                              | Superior («Tarantiense»)                                 | 0,0117                                                   | 0,129                                                    |
| Cuaternario                                                                                      | Pleistoceno                                              | Chibaniense                                              | 0,129                                                    | 0,774                                                    |
| Cuaternario                                                                                      | Pleistoceno                                              | Calabriense                                              | 0,774                                                    | 1,80                                                     |
| Cuaternario                                                                                      | Pleistoceno                                              | Gelasiense                                               | 1,80                                                     | 2,58                                                     |
| Neógeno                                                                                          | Plioceno                                                 | Piacenziense                                             | Más antiguo                                              | Más antiguo                                              |
| Subdivisión formal del periodo Cuaternario desde 2018 (Comisión Internacional de Estratigrafía). |                                                          |                                                          |                                                          |                                                          |

El Antropoceno es actualmente un término informal, una metáfora del cambio medioambiental global. Para que se traslade oficialmente a la escala temporal geológica global estándar debería aprobarse por la Comisión Internacional de Estratigrafía y ratificarse por la Unión Internacional de Ciencias Geológicas en un Congreso Geológico Mundial, cumpliendo las especificaciones de la Guía Estratigráfica Internacional.
Para ello la base del Antropoceno debe ser definida con una sección estratotipo y punto de límite global (GSSP, por sus siglas en inglés) en sedimentos o en un testigo de sondeo en hielo o como una fecha absoluta. Este GSSP debe registrar algún marcador que identifique un cambio global, para lo que se han propuesto diferentes alternativas:
- Aumento del CO2, que es demasiado gradual.
- Variaciones en los porcentajes de los isótopos estables del carbono por la actividad antrópica, también muy gradual.
- Isótopos radiactivos debidos a las explosiones nucleares atmosféricas de la década de 1960, fecha demasiado tardía respecto al inicio de la influencia humana en el medioambiente.
- Nivel de sulfatos registrado en las capas de hielo de ambos hemisferios debidas a la erupción del volcán Tambora en abril de 1815.
- Testigo de sondeo del lago Crawford (Canadá).[31]

En 2009 se creó un grupo de trabajo en la Comisión Internacional de Estratigrafía, dentro de la Subcomisión de la Estratigrafía del Cuaternario, para estudiar la posibilidad de definir el Antropoceno como una nueva época geológica —posterior a la época Holoceno— o incluso como edad geológica, una división del Holoceno (ni nueva era o periodo, ni sustituto del término Holoceno).
Por otro lado, en julio de 2018, la Unión Internacional de Ciencias Geológicas ratificó tres nuevas edades y pisos que subdividen el Holoceno, sin llamarse ninguna Antropoceno: el Megalayense (4200 AP-actualidad), el Norgripiense (8200-4200 AP) y el Groenlandiense (11 700-8200 AP).

### Rechazo formal de la propuesta y disolución del grupo de trabajo
El Grupo de Trabajo 'Antropoceno' (AWG), formado por especialistas en diferentes disciplinas del Cuaternario, creado en 2009 como primera instancia para estudiar su posible implantación, presentó formalmente en 2023 la candidatura para establecer la base de la correspondiente nueva época geológica hacia el año 1952 EC (con el GSSP en el testigo de sondeo del lago Crawford), pero ésta se vio rechazada en 2024 por una amplia mayoría en la Subcomisión Internacional de Estratigrafía del Cuaternario, en una votación refrendada seguidamente por la Comisión Internacional de Estratigrafía y la Unión Internacional de Ciencias Geológicas, que trajo como consecuencia el fin de la propuesta del Antropoceno como posible unidad cronoestratigráfica y geocronológica, así como la disolución del grupo de trabajo correspondiente tras 15 años de estudios.

### Evento geológico, una alternativa para conservar el término Antropoceno
Como solución a la dificultad de definición formal y funcional del Antropoceno como serie y época geológica, se ha propuesto definirlo como evento geológico. Esto permitiría recoger la heterogeneidad espacial y temporal de los procesos antrópicos y evita tener que definir un punto concreto (GSSP) para justificarlo.

### Críticas
En un trabajo publicado en 2015, Stanley C. Finney, entonces presidente de la Comisión Internacional de Estratigrafía, y Lucy E. Edwards, miembro de la Comisión Norteamericana de Nomenclatura Estratigráfica, argumentan que el Antropoceno es más una declaración política que una propuesta científica. Para estos autores los cambios medioambientales se observan directamente, pero prácticamente no pueden observarse en el registro geológico, debido a que el registro estratigráfico correspondiente al tiempo propuesto para el Antropoceno es mínimo y en su mayor parte no observable. Por otra parte, los criterios que se proponen para justificar el Antropoceno son muy diferentes a los usados por la Comisión Internacional de Estratigrafía para establecer las unidades cronoestratigráficas de la escala global.

## Debates y propuestas conceptuales
Aunque la validez de "Antropoceno" como término científico ha sido descartada, su premisa subyacente, es decir, que los humanos se han convertido en una fuerza geológica, o más bien, la fuerza dominante que da forma al clima de la Tierra,[cita requerida] ha encontrado tracción entre los académicos y el público. La Universidad de Cambridge, por ejemplo, ofrece un título en Estudios del Antropoceno. En la esfera pública, el término "antropoceno" se ha vuelto cada vez más omnipresente en los discursos de activistas, expertos y políticos. Algunos que son críticos con el término "antropoceno", sin embargo, admiten que «a pesar de todos sus problemas, la palabra tiene fuerza». La popularidad y vigencia de la palabra ha llevado a los académicos a etiquetar el término como una "meta-categoría carismática"  o "megaconcepto carismático". El término, independientemente, ha sido objeto de una variedad de críticas por parte de científicos sociales, filósofos, académicos indígenas y otros. 

### Multiespecies
El antropólogo John Hartigan ha argumentado que, debido a su condición de metacategoría carismática, el término "antropoceno" margina conceptos competitivos, pero menos visibles, como el de "multiespecies". Este último concepto ve al "humano" como una especie "enredada en copiosos pliegues de no humanos, sin los cuales no existiríamos" (por ejemplo, bacterias, virus y hongos). El marco conceptual incrustado en el término "Antropoceno", según Hartigan, no desafía el humanismo antropocéntrico ni el individualismo de especie, ideologías que él considera que permitieron la crisis climática en primer lugar. 
El erudito Mark Bould ha criticado de manera similar el "Antropoceno" como concepto. La enorme escala temporal del Antropoceno, argumenta Bould, potencialmente produce resultados políticamente perjudiciales. Más específicamente, si la crisis climática se incluye en el marco de tiempo de una época geológica, en lugar de décadas, podría impedir el sentido de urgencia necesario para desarrollar la voluntad política para actuar sobre la crisis climática.

### Capitaloceno
Otros estudiosos aprecian la forma en que el término "Antropoceno" reconoce a la humanidad como una fuerza geológica, pero no están de acuerdo con la forma indiscriminada en que lo hace. No todos los humanos son igualmente responsables de la crisis climática. Con ese fin, académicos como la teórica feminista Donna Haraway y el sociólogo Jason W. Moore, han sugerido nombrar la Época como el "Capitaloceno". Esto implica que el capitalismo es la razón fundamental de la crisis ecológica. en lugar de solo humanos en general. Sin embargo, según el filósofo Steven Best, los seres humanos han creado "sociedades jerárquicas y adictas al crecimiento" y han demostrado "propensiones ecocidas" mucho antes del surgimiento del capitalismo. Hartigan, Bould y Haraway critican lo que "Antropoceno" hace como término. Hartigan y Bould difieren de Haraway en que critican la utilidad o validez de un marco geológico de la crisis climática, mientras que Haraway la acepta. 

### Colonialismo y decolonialidad
Además de "Capitaloceno", los eruditos también han propuesto otros términos para rastrear causas distintas de la especie humana en general. Janae Davis, por ejemplo, ha sugerido el "Plantationocene" como un término más apropiado para llamar la atención sobre el papel que ha jugado la agricultura de plantación en la formación de la Época, junto con el argumento de Kathryn Yusoff de que el racismo en su conjunto es fundamental para la Época. El concepto rastrea "las formas en que las lógicas de plantación organizan las economías, los entornos, los cuerpos y las relaciones sociales modernas". De manera similar, estudiosos indígenas como la geógrafa Métis Zoe Todd han argumentado que la Época debe remontarse a la colonización de las Américas, ya que esto "nombra el problema del colonialismo como responsable de la crisis ambiental contemporánea". El filósofo potawatomi Kyle Powys Whyte ha argumentado además que el Antropoceno ha sido evidente para los pueblos de las Américas desde el inicio del colonialismo debido al "papel del colonialismo en el cambio ambiental".
Otras críticas al "Antropoceno" se han centrado en la genealogía del concepto. Todd también proporciona un relato fenomenológico, que se basa en el trabajo de la filósofa Sara Ahmed, escribiendo: "Cuando los discursos y las respuestas al Antropoceno se generan dentro de instituciones y disciplinas que están integradas en sistemas más amplios que actúan como 'espacio público blanco' de facto, la academia y su dinámica de poder deben ser desafiadas". Los académicos han criticado otros aspectos que constituyen la comprensión actual del concepto del "Antropoceno", como la división ontológica entre naturaleza y sociedad, la suposición de la centralidad y la individualidad del ser humano y el encuadre del discurso ambiental en términos mayoritariamente científicos. Con ese fin, Todd argumenta que el concepto de "Antropoceno" debe indigenizarse y decolonializarse si quiere convertirse en un vehículo de justicia en oposición al pensamiento y la dominación blancos. 
El erudito Daniel Wildcat, un miembro Yuchi de la Nación Muscogee de Oklahoma, por ejemplo, ha enfatizado la conexión espiritual con la tierra como un principio crucial para cualquier movimiento ecológico. De manera similar, en su estudio del pueblo Ladakhi en el norte de la India, la antropóloga Karine Gagné, detalló su comprensión de la relación entre la agencia humana y no humana como algo profundamente íntimo y mutuo. Para los Ladakhi, lo no humano altera el desarrollo epistémico, ético y afectivo de los humanos: proporciona una forma de "estar en el mundo". Los Ladakhi, que viven en el Himalaya, por ejemplo, han visto la retirada de los glaciares no sólo como una pérdida física, sino también como la pérdida de entidades que generan conocimiento, obligan a la reflexión ética y fomentan la intimidad. Otros académicos han enfatizado de manera similar la necesidad de volver a las nociones de relación e interdependencia con la naturaleza. La escritora Jenny Odell ha escrito sobre lo que Robin Wall Kimmerer llama "soledad de la especie", la soledad que se produce a partir de la separación de lo humano y lo no humano, y la antropóloga Radhika Govindrajan ha teorizado sobre la ética del cuidado o la relación, que rigen las relaciones entre humanos y animales.